# Duncan, Nebraska
Duncan är en ort i Platte County i delstaten Nebraska, USA.